# Martin Hill
Martin Hill är en kulle i Antarktis. Den ligger i Östantarktis. Nya Zeeland gör anspråk på området. Toppen på Martin Hill är 1 188 meter över havet, eller 150 meter över den omgivande terrängen. Bredden vid basen är 1,7 km.
Terrängen runt Martin Hill är bergig norrut, men söderut är den kuperad. Trakten är obefolkad. Det finns inga samhällen i närheten. 